# Alte Lateinschule Otterndorf

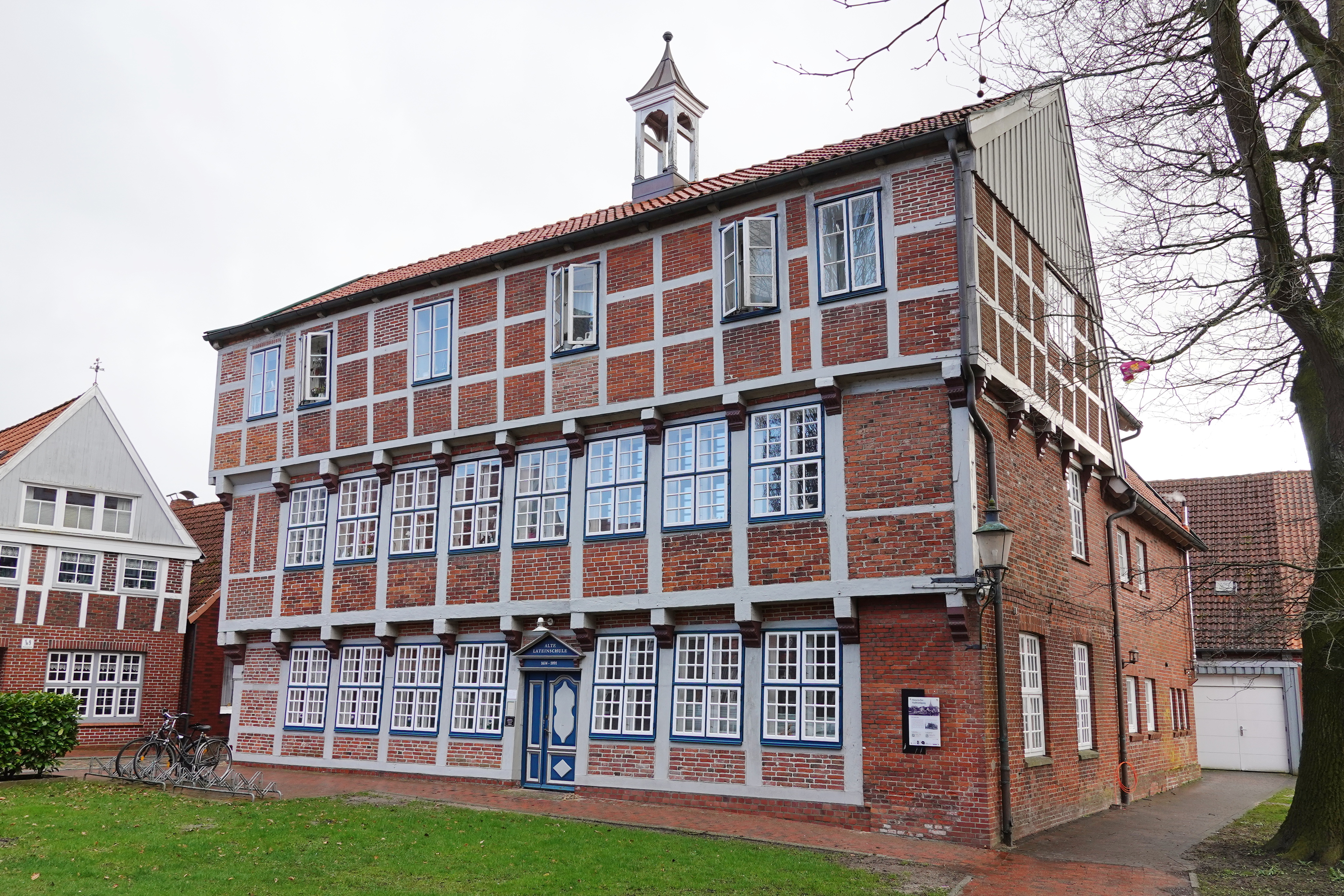
Nord- und Westfassade (2023)

Das Gebäude Alte Lateinschule Otterndorf südlich der  St. Severikirche in der niedersächsischen Samtgemeinde Land Hadeln, Gemeinde Otterndorf, Himmelreich 2, im Landkreis Cuxhaven, stammt vom Anfang des 17. Jahrhunderts. Aktuell (2024) wird es als Wohnhaus und als Büro der Kirche genutzt.
Das Gebäude steht unter Denkmalschutz (siehe auch Liste der Baudenkmale in Otterndorf).

## Geschichte und Beschreibung
Otterndorf war der Hauptort des Landes Hadeln. 1400 erhielt er von Herzog Erich von Sachsen-Lauenburg das Stadtrecht. Die ehemalige Wurtsiedlung Otterndorf liegt um die Kirche herum an den Straßen Johann-Heinrich-Voß-Straße und Himmelreich. Sie besteht als Siedlungskern bereits seit dem Mittelalter. Ihre zumeist Fachwerkbauten aus dem 17. und 18. Jahrhundert sind in der Regel giebelständig und damit größtenteils zum ehemaligen Kirchhof ausgerichtet. Eine Lateinschule von Otterndorf ist institutionell seit 1445 nachweisbar.
Das dreigeschossige dreiflügelige Gebäude in Fachwerk und Stockwerkbauweise mit Steinausfachungen verschiedener Größen und mit ziegelgedeckten Satteldächern wurde 1614 (Inschrift) zur Zeit der Renaissance gebaut. Ursprünglich war das Haus zweigeschossig. Das Obergeschoss kragte auf kunstvoll geschnitzten Knaggen vor. 1828 wurde der Nordflügel um ein zweites vorkragendes Geschoss aufgestockt. Das obere Giebeldreieck erhielt eine regionaltypische Verbretterung. Die Holzsprossenfenster in den Blockzargen sind zum Teil noch mit altem Glas versehen. Im Dachreiter hing ursprünglich eine Glocke, die verloren ging. Die Schule war damals die einzige Möglichkeit für die Hadler Landjugend der Bauern und Bürger von Otterndorf mit 1500 Einwohnern, die es sich leisten konnten, in anfänglich drei Klassen eine allgemeine Bildung zu erwerben, um dann an den Universitäten studieren zu können.
Der Dichter und Übersetzer Johann Heinrich Voß war von 1778 bis 1782 Rektor der Lateinschule. Bis 1891 war hier die Lateinschule. 1994/95 wurde das Gebäude von Grund auf saniert. Heute befinden sich in den Räumen das Kirchenbüro und Wohnungen.
Der denkmalgeschützte Straßenraum mit Straßenpflasterung ist ein Bestandteil der Wurtsiedlung.
Das Landesdenkmalamt befand u. a.: „… geschichtliche und städtebauliche Gründen wegen des orts-, bau- und kunst- sowie sozialgeschichtlichen, orts-, straßen- und platzbildprägenden Zeugniswerts …“
Das Gymnasium Otterndorf von 1955, Schulstraße 2, folgte der Lateinschule.

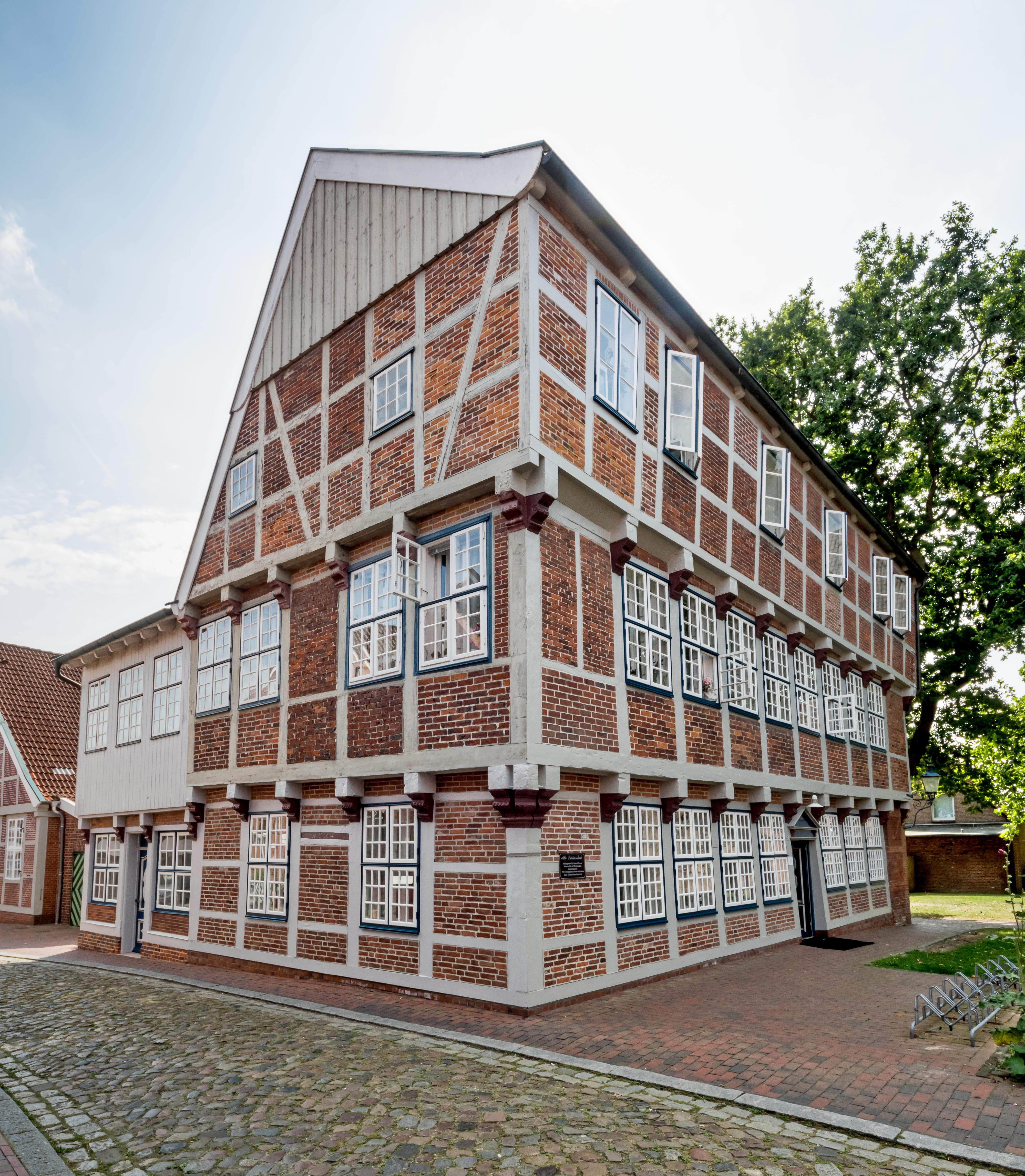
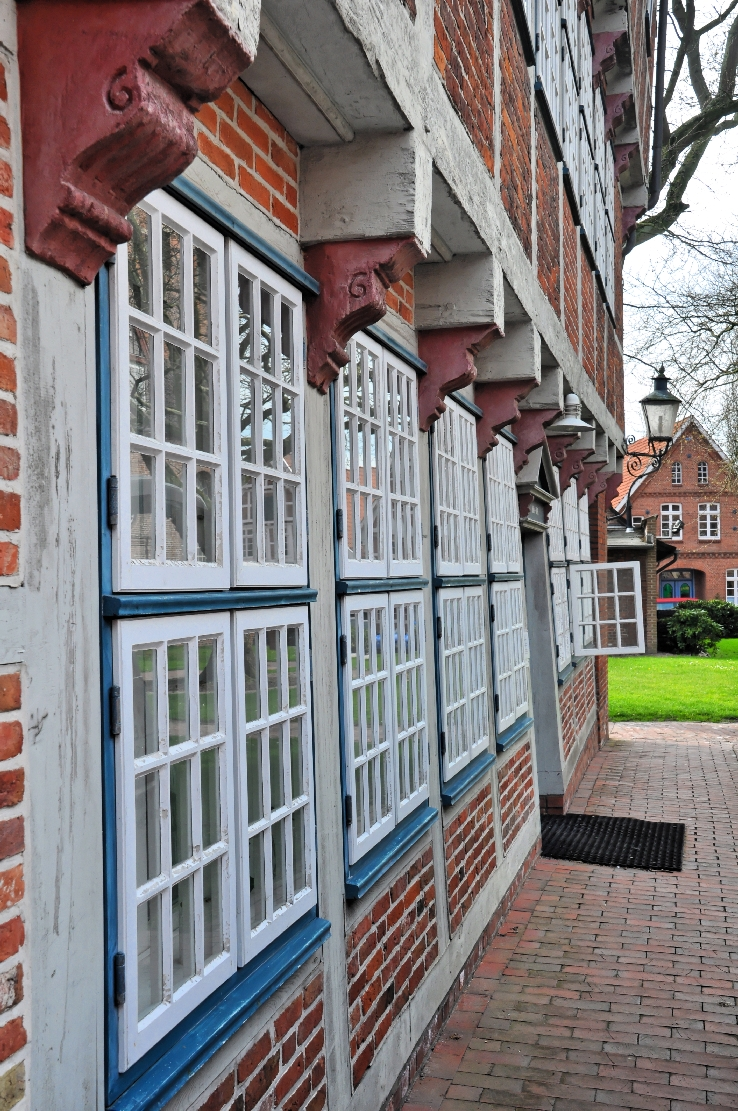
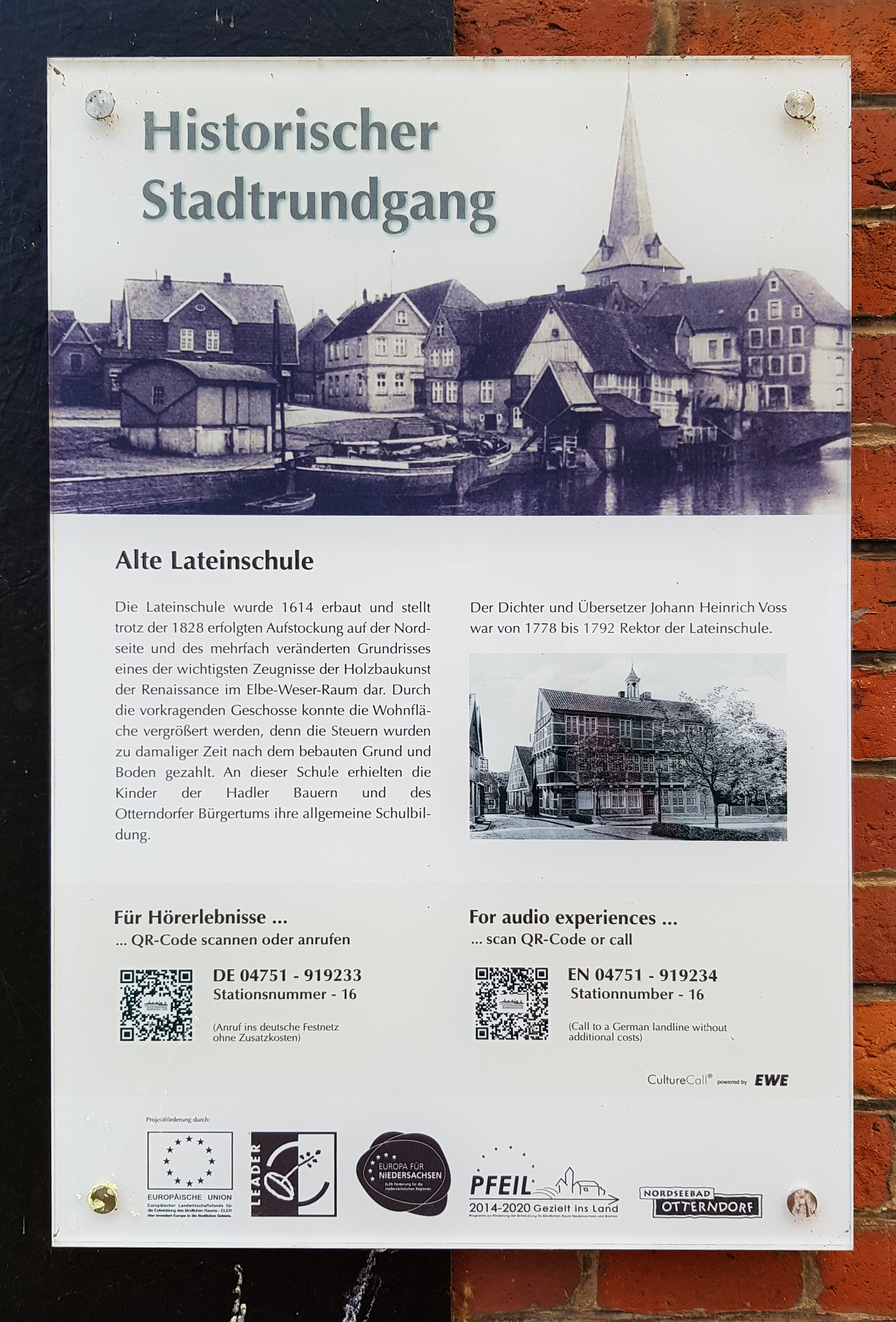

## Bekannte Lehrer und Schüler
- Karl Lohmeyer (1868–1956), Gymnasiallehrer, Heimatforscher
- Alfred Vagts (1892–1986), Historiker und Autor
- Heinrich Voß (1779–1822), Klassischer Philologe und Übersetzer
- Johann Heinrich Voß (1751–1826), Rektor